# Punta Cristalliera
La punta Cristalliera (2.801 m s.l.m.) è una montagna delle Alpi del Monginevro nelle Alpi Cozie. Si trova al confine tra i comuni di San Giorio di Susa e Roure.

## Geologia

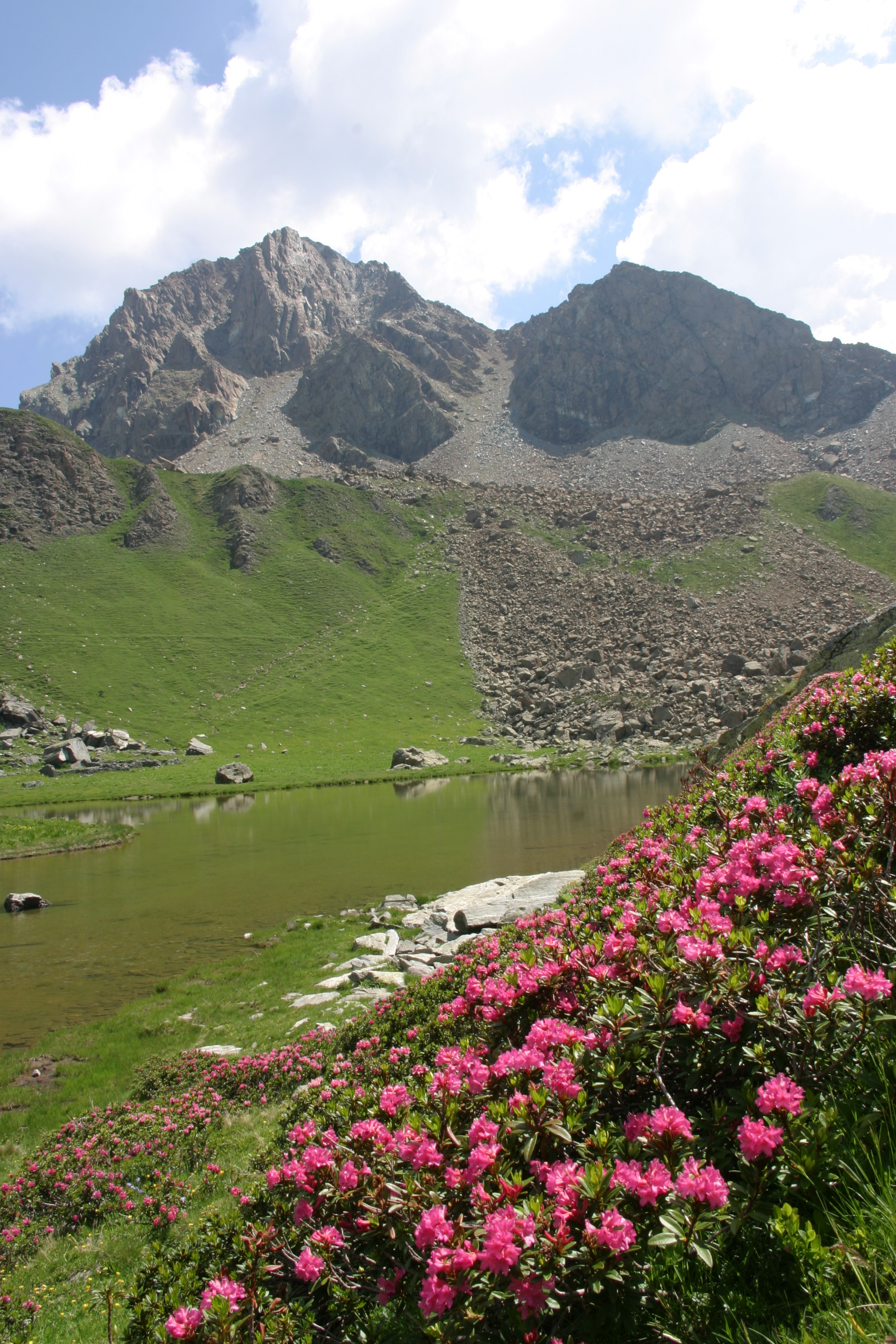
Vista dal Lago di Laus

La punta Cristalliera è formata principalmente da serpentiniti, che in corrispondenza della montagna si presentano in stratificazioni particolarmente spesse rispetto alle zone circostanti.

## Caratteristiche
Il monte si trova sullo spartiacque tra la Val di Susa e la Val Chisone non lontano dal più alto Monte Orsiera. Verso nord-ovest il Colle Superiore di Malanotte la separa dalla Punta Malanotte (2735 m), mentre verso sud-est il crinale continua verso il Monte Rocciavrè. A sud-ovest della cima si trovano due piccoli specchi d'acqua, il Lago Manica e il Lago Laus. La Cristalliera ricade nel territorio del Parco naturale Orsiera - Rocciavrè.

## Accesso alla vetta
Si può salire sulla montagna partendo dal Rifugio Selleries (2.030 m). Oltre alla via normale sulla montagna sono state tracciate alcune impegnative vie di arrampicata, in particolare sul suo ripido versante sud-occidentale.